# فین‌کلوستر
وینکلوستر (به هلندی: Veenklooster) یک منطقهٔ مسکونی در هلند است که در فریسلاند واقع شده است.

## خصوصیات
وینکلوستر c٫۱۱۰ نفر جمعیت دارد.